# 戈弗雷·布朗
戈弗雷·布朗（英語：Godfrey Brown，1915年2月21日—1995年2月4日），英国男子田径运动员，主攻400米短跑。他曾代表英国参加1936年夏季奥林匹克运动会田径比赛，获得一枚金牌和一枚银牌。